# Sleeping with Sirens
Sleeping with Sirens je americká hudební skupina, založená v roce 2009 v Orlandu na Floridě. Své první album, nazvané With Ears to See and Eyes to Hear, skupina vydala v roce 2010 a do roku 2019 vydala dalších pět. Roku 2012 skupina vydala akustické EP nazvané If You Were a Movie, This Would Be Your Soundtrack. Skupinou prošlo již více než deset hudebníků; v roce 2014 skupinu tvořili zpěvák Kellin Quinn, kytarista Jack Fowler, baskytarista Justin Hills a bubeník Gabe Barham.

## Diskografie
- With Ears to See and Eyes to Hear (2010)
- Let's Cheers to This (2011)
- If You Were a Movie, This Would Be Your Soundtrack (EP, 2012)
- Feel (2013)
- Madness (2015)
- Gossip (2017)
- How It Feels to Be Lost (2019)
- Complete Collapse (2022)